# Lappbilder
Lappbilder, známý také pod názvem Kung Kristians begrafning, je švédský němý film z roku 1906. Producentem je Anders Skogh. Film trvá zhruba 8 minut.
Film měl premiéru 31. března 1906 v kině v Göteborgu a 18. září 1906 v kině Edison ve Stockholmu.

## Děj
Film se natáčel v Jämtlandu a zobrazoval život Sámů. Mj. je také vidět stádo sobů, jeho odchyt, pečetění a porážka.